# Хаддерсфилд Таун
«Ха́ддерсфилд Та́ун» (полное название — Клуб ассоциации футбола «Хаддерсфилд Таун»; англ. Huddersfield Town Association Football Club, английское произношение: [ˈhʌdərzfiːld ˈtaun ə'səusɪ'eɪʃn 'futbɔ:l klʌb]) — английский профессиональный футбольный клуб из города Хаддерсфилд, графство Уэст-Йоркшир. Победитель плей-офф Чемпионшипа сезона 2016/17. В сезонах 2017/18 и 2018/19 клуб выступал в Премьер-лиге.
Выступает в Лиге 1, третьем по значимости дивизионе в системе футбольных лиг Англии.
В 1926 году «Хаддерсфилд Таун» стал первым английским клубом, выигравшим три чемпионских титула высшего дивизиона подряд (в сезонах 1923/24, 1924/25 и 1925/26). Впоследствии это достижение смогли повторить лишь три других клуба. «Хаддерсфилд» также 5 раз играл в финалах Кубка Англии, выиграв лишь один из них (в сезоне 1921/22).
Прозвище команды — «терьеры» (англ. The Terriers). Клуб традиционно выступает в бело-синих полосатых футболках и белых шортах. Главными соперниками клуба являются, прежде всего, «Лидс Юнайтед» и «Брэдфорд Сити», в меньшей степени — «Барнсли», «Олдем Атлетик», «Шеффилд Юнайтед» и «Шеффилд Уэнсдей».
Клуб выступает на стадионе «Джон Смитс», на котором играет также регбийная команда «Хаддерсфилд Джайентс».
Председателем и владельцем клуба является бизнесмен из США Кевин М. Нагл.

## История
Клуб был основан в 1907 году под названием «Huddersfield Association Football Ground Co.». Первым матчем команды стала товарищеская встреча с «Брэдфорд Парк Авеню» 2 сентября 1908 года.
В 1910 году «Хаддерсфилд» вошёл в Футбольную лигу. В 1920 году клуб вышел в финал Кубка Англии и по итогам сезона вышел в Первый дивизион.
«Хаддерсфилд Таун» впервые выиграл Первый дивизион в сезоне 1923/24, повторил своё достижение в следующем сезоне 1924/25, а в сезоне 1925/26 стал первым английским клубом, выигравшим высший дивизион английского чемпионата три раза подряд. Первые две золотые медали чемпионата клуб выиграл с Гербертом Чепменом, который по завершении сезона 1924/25 покинул команду и перешёл в лондонский «Арсенал». На его место был назначен Сесил Поттер, с которым клуб выиграл Первый дивизион в сезоне 1925/26. После поражения в финале Кубка Англии от «Астон Виллы», «Хаддерсфилд Таун» выиграл Кубок Англии в 1922 году. В финальном матче, который состоялся 29 апреля 1922 года на «Стэмфорд Бридж», «Хаддерсфилд Таун» оказался сильнее «Престон Норт Энд». В этом же году клуб выиграл Суперкубок Англии.
«Хаддерсфилд Таун» стал первым клубом, которому удалось забить гол в ворота соперника прямым ударом после назначения углового (это произошло в 1924 году). Из других ранних достижений команды можно отметить разгромные победы над «Манчестер Юнайтед» со счётом 6:0 10 сентября 1930 года; над «Блэкпулом» со счётом 10:1 13 декабря 1930 года; и над «Ливерпулем» со счётом 8:0 10 ноября 1934 года.
«Хаддерсфилд Таун» вместе с «Брэдфорд Сити» и «Лидс Юнайтед» является участником западного йоркширского дерби.

## Главные тренеры клуба
| Имя               | Период    | Имя                 | Период    | Имя            | Период    |
| ----------------- | --------- | ------------------- | --------- | -------------- | --------- |
| Фред Уолкер       | 1908—1910 | Эдди Бут            | 1960—1964 | Брайан Хортон  | 1995—1997 |
| Дик Пьюдан        | 1910—1912 | Иан Гривз+          | 1964      | Питер Джексон  | 1997—1999 |
| Лесли Найтон+     | 1912      | Том Джонстон        | 1964—1968 | Стив Брюс      | 1999—2000 |
| Артур Фэйрклаф    | 1912—1919 | Иан Гривз           | 1968—1974 | Лу Макари      | 2000—2002 |
| Эмброуз Лэнгли    | 1919—1921 | Бобби Коллинз       | 1974—1975 | Мик Уодсуорт   | 2002—2003 |
| Герберт Чепмен    | 1921—1925 | Том Джонстон        | 1975—1977 | Мел Мечин+     | 2003      |
| Сесил Поттер      | 1925—1926 | Джон Хейзелден      | 1977      | Питер Джексон  | 2003—2007 |
| Джек Чаплин       | 1926—1929 | Том Джонстон        | 1977—1978 | Герри Мерфи+   | 2007      |
| Клем Стивенсон    | 1929—1942 | Мик Бакстон         | 1978—1986 | Энди Ритчи     | 2007—2008 |
| Тед Магнер+       | 1942—1943 | Стив Смит           | 1986—1987 | Джерри Мерфи+  | 2008      |
| Дэвид Стил        | 1943—1947 | Тренерский штаб+    | 1987      | Стэн Тернент   | 2008      |
| Джордж Стивенсон  | 1947—1952 | Малкольм Макдональд | 1987—1988 | Джерри Мерфи+  | 2008      |
| Совет директоров+ | 1952      | Эойн Хэнд           | 1988—1992 | Ли Кларк       | 2008—2012 |
| Энди Битти        | 1952—1956 | Иан Росс            | 1992—1993 | Саймон Грейсон | 2012—2015 |
| Билл Шенкли       | 1956—1960 | Нил Уорнок          | 1993—1995 | Давид Вагнер   | 2015—2019 |

+ Исполняющий обязанности главного тренера

## Достижения
- Первый дивизион
  - Чемпион (3): 1923/24, 1924/25, 1925/26
  - Вице-чемпион (3): 1926/27, 1927/28, 1933/34
- Второй дивизион
  - Победитель: 1969/70
  - Вице-чемпион: 1919/20
  - Победитель плей-офф: 2016/17
- Третий дивизион
  - Победитель плей-офф: 1994/95
- Четвёртый дивизион
  - Победитель: 1979/80
  - Победитель плей-офф: 2003/04
- Кубок Англии
  - Обладатель: 1921/22
  - Финалист (4): 1919/20, 1927/28, 1929/30, 1937/38
- Суперкубок Англии
  - Обладатель: 1922

## Рекорды
- Самая крупная победа в лиге: 10:1, против «Блэкпула», Первый дивизион, 13 декабря 1930 года
- Самое крупное поражение в лиге: 1:10, против «Манчестер Сити», Второй дивизион, 7 ноября 1987 года
- Наибольшее количество матчей за клуб: Билли Смит — 574 матча
- Наибольшее количество голов за клуб: Джордж Браун — 159 голов
- Наивысшая посещаемость домашнего матча: 67 037 зрителей, против «Арсенала», шестой раунд Кубка Англии, 27 февраля 1932 года (на «Лидс Роуд»)